# Louis Finet
Louis Casimir Finet fue un jinete belga que compitió en la modalidad de volteo. Participó en los Juegos Olímpicos de Amberes 1920, obteniendo dos medallas, oro en la prueba por equipos y bronce en individual.

## Palmarés internacional
| Juegos Olímpicos | Juegos Olímpicos  | Juegos Olímpicos  | Juegos Olímpicos |
| Año              | Lugar             | Medalla           | Categoría        |
| ---------------- | ----------------- | ----------------- | ---------------- |
| 1920             | Amberes (Bélgica) | Medalla de oro    | Por equipos      |
| 1920             | Amberes (Bélgica) | Medalla de bronce | Individual       |